# Meta AI
Meta AI es una empresa propiedad de Meta (antes Facebook) que desarrolla tecnologías de inteligencia artificial y realidad aumentada y artificial. Meta AI se considera un laboratorio de investigación académica, centrado en generar conocimiento para la comunidad de IA, y no debe confundirse con el equipo de Aprendizaje Automático Aplicado (AML, por sus siglas en inglés) de Meta, que se centra en las aplicaciones prácticas de sus productos.

## Historia
El laboratorio fue fundado como Facebook Artificial Intelligence Research (FAIR, por sus siglas en inglés) con ubicaciones en las sedes de Menlo Park, California, Londres, Reino Unido y un nuevo laboratorio en Manhattan. FAIR fue anunciado oficialmente en septiembre de 2013. FAIR fue dirigido por primera vez por Yann LeCun, profesor de aprendizaje profundo de la Universidad de Nueva York y ganador del premio Turing. En colaboración con el Centro de Ciencias de Datos de la Universidad de Nueva York, el objetivo inicial de FAIR era investigar la ciencia de datos, el aprendizaje automático y la inteligencia artificial y "comprender la inteligencia, descubrir sus principios fundamentales y hacer que las máquinas sean significativamente más inteligentes". La investigación en FAIR fue pionera en la tecnología que condujo al reconocimiento facial, el etiquetado en fotografías y la recomendación de feeds personalizados. Vladimir Vapnik, pionero en el aprendizaje estadístico, se unió a FAIR en 2014. Vapnik es el coinventor de la máquina de vectores de soporte y uno de los desarrolladores de la teoría de Vapnik-Chervonenkis.
FAIR abrió un centro de investigación en París, Francia, en 2015, y posteriormente lanzó laboratorios de investigación satelital más pequeños en Seattle, Pittsburgh, Tel Aviv, Montreal y Londres. En 2016, FAIR se asoció con Google, Amazon, IBM y Microsoft para crear la Alianza sobre Inteligencia Artificial en Beneficio de las Personas y la Sociedad, una organización centrada en la investigación con licencia abierta, que apoya prácticas de investigación éticas y eficientes y debate sobre equidad, inclusión y transparencia.
En 2018, Jérôme Pesenti, ex director de tecnología del grupo de big data de IBM, asumió el cargo de presidente de FAIR, mientras que LeCun renunció para desempeñarse como científico jefe de IA. En 2018, FAIR ocupó el puesto 25 en el ranking de investigación de IA de 2019, que clasificó a las principales organizaciones mundiales que lideran la investigación de IA. FAIR ascendió rápidamente a la octava posición en 2019, y mantuvo la octava posición en el ranking de 2020. FAIR tenía aproximadamente 200 empleados en 2018 y tenía el objetivo de duplicar ese número para 2020.
El trabajo inicial de FAIR incluyó investigaciones en redes de memoria habilitadas por modelos de aprendizaje, aprendizaje autosupervisado y redes generativas antagónicas, clasificación y traducción de textos, así como visión artificial., En 2017, FAIR lanzó los módulos de aprendizaje profundo Torch, así como PyTorch, un marco de aprendizaje automático de código abierto que posteriormente se utilizó en varias tecnologías de aprendizaje profundo, como el piloto automático de Tesla y Pyro de Uber. También en 2017, FAIR interrumpió un proyecto de investigación una vez que los robots de IA desarrollaron un lenguaje ininteligible para los humanos, lo que incitó conversaciones sobre el miedo distópico de que la inteligencia artificial se saliera de control. Sin embargo, FAIR aclaró que la investigación se había interrumpido porque habían logrado su objetivo inicial de comprender cómo se generan los idiomas, y no por miedo.
FAIR pasó a llamarse Meta AI tras el cambio de marca que realizó Facebook, Inc. a Meta Platforms Inc.
En 2022, Meta AI predijo la forma 3D de 600 millones de proteínas potenciales en dos semanas.

## Características y Capacidades
Meta AI está diseñado para ser un asistente multifuncional con una amplia gama de capacidades:
- Generación de Texto: Puede crear diversos formatos de texto creativo, como poemas, código, guiones, piezas musicales, correo electrónico, cartas, etc.
- Traducción de Idiomas: Es capaz de traducir texto entre varios idiomas.
- Respuesta a Preguntas: Puede responder a preguntas sobre una gran cantidad de temas, utilizando su conocimiento de la información del mundo real.
- Resumen de Información: Puede condensar textos largos en resúmenes concisos.
- Integración con Plataformas Meta: Meta AI se integra directamente en las aplicaciones de Meta, como WhatsApp, Instagram, Messenger y Facebook, permitiendo a los usuarios interactuar con el asistente dentro de estas plataformas. Esto facilita la búsqueda de información, la generación de contenido y la realización de tareas sin salir de la aplicación.
- Generación de Imágenes (Emu): En algunas implementaciones, Meta AI también incorpora la capacidad de generar imágenes a partir de descripciones de texto, utilizando modelos como Emu (Expressive Media Universe).[20][21]

## Controversias y Consideraciones
Como otros modelos de IA, Meta AI ha enfrentado consideraciones relacionadas con:
- Sesgo: La posibilidad de que el modelo refleje sesgos presentes en los datos de entrenamiento.
- Privacidad de Datos: El manejo de la información del usuario y la privacidad en el contexto de las interacciones con la IA.
- Información Errónea: El riesgo de que la IA genere información incorrecta o engañosa, lo que requiere un monitoreo y mejoras continuas.[22]

## Investigación actual

### Procesamiento del lenguaje natural e inteligencia artificial conversacional
La comunicación mediante inteligencia artificial requiere una máquina que entienda el lenguaje natural y genere un lenguaje que sea natural. Meta AI busca mejorar estas tecnologías para mejorar la comunicación segura independientemente del idioma que hable el usuario. Por tanto, una tarea central consiste en generalizar la tecnología de procesamiento del lenguaje natural (PLN) a otros idiomas. Como tal, Meta AI trabaja activamente en la traducción automática no supervisada.  Meta AI busca mejorar las interfaces de lenguaje natural desarrollando aspectos del diálogo de chat como la repetición, la especificidad, la relación entre las respuestas y la formulación de preguntas, incorporando personalidad en los subtítulos de imágenes, y generando un lenguaje basado en la creatividad.
En noviembre de 2022 se lanzó Galactica, un gran modelo de lenguaje diseñado para generar textos científicos. Meta retiró Galactica el 17 de noviembre debido a su carácter ofensivo e impreciso. Antes de la cancelación, los investigadores estaban trabajando en Galactica Instruct, que utilizaría el ajuste de instrucciones para permitir que el modelo siga instrucciones para manipular documentos LaTeX en Overleaf.

#### LLaMA
En febrero de 2023, Meta AI lanzó LLaMA (Large Language Model Meta AI), una colección de modelos de lenguaje fundacionales con tamaños que van desde 7 mil millones (7B) hasta 65 mil millones (65B) de parámetros. Estos modelos fueron entrenados utilizando únicamente conjuntos de datos públicos y han demostrado ser competitivos con otros modelos líderes, como GPT-3 y PaLM.

### Hardware
Hasta 2022, Meta AI utilizaba principalmente CPU y chips personalizados internos como hardware, antes de cambiar finalmente a la GPU Nvidia. Esto requirió un rediseño completo de varios centros de datos, ya que necesitaban entre 24 y 32 veces más capacidad de red y nuevos sistemas de refrigeración líquida. 

#### Versión 1 de MTIA
MTIA v1 es el acelerador de inferencia y entrenamiento de IA de primera generación de Meta, desarrollado específicamente para las cargas de trabajo de recomendación de Meta. Fue fabricado utilizando 7 de TSMC. Tecnología de proceso nm y opera a una frecuencia de 800 Megahercio. En términos de potencia de procesamiento, el acelerador proporciona 102,4 TOPS con precisión INT8 y 51,2 TFLOPS con precisión FP16, manteniendo al mismo tiempo una potencia de diseño térmico (TDP) de 25 W.
Meta AI ofrece opciones para que los usuarios personalicen su interacción con sus funciones. Los usuarios pueden silenciar el chatbot de IA en plataformas como Facebook, Instagram y WhatsApp, deteniendo temporalmente las notificaciones del chatbot. Algunas plataformas también ofrecen la posibilidad de ocultar ciertos elementos de IA de su interfaz. Para localizar las configuraciones relevantes, los usuarios pueden consultar la documentación de ayuda de la plataforma o el menú de configuraciones.

### Demostración de teoremas matemáticos
En 2022, Meta creó un método para demostrar teoremas matemáticos llamado HyperTree Proof Search (HTPS), que generó con éxito pruebas de 10 problemas de la Olimpiada Internacional de Matemáticas en Lean.
Desde mayo de 2024, el chatbot Meta AI ha resumido noticias de varios medios sin vincularlas directamente a los artículos originales, incluso en Canadá, donde los enlaces a noticias están prohibidos en sus plataformas. Este uso de contenido noticioso sin compensación ha suscitado preocupaciones éticas y legales, especialmente porque Meta continúa reduciendo la visibilidad de las noticias en sus plataformas.

## Usos
Meta AI se preinstaló en la segunda generación de Ray-Ban Meta Smart Glasses el 27 de septiembre de 2023 como asistente de voz. El 23 de abril de 2024, Meta anunció una actualización de Meta AI en las gafas inteligentes para permitir la entrada multimodal a través de la visión por computadora. El 23 de julio de 2024, Meta anunció que Meta AI con Vision se incorporaría a la v68 de Horizon OS en Meta Quest 3 y Quest Pro para la detección de objetos físicos en modo de paso, reemplazando el antiguo software de asistente de voz en Horizon OS. Además, Meta AI sin Visión es compatible con Quest 2.

## Países disponibles
Meta AI en inglés está disponible en más de una docena de países fuera de Estados Unidos. Ahora, la gente tendrá acceso a Meta AI en Argentina, Australia, Brasil, Bolivia, Camerún, Canadá, Chile, Colombia, Ecuador, Ghana, Guatemala, Indonesia, Jamaica, Malawi, México, Marruecos, Nueva Zelanda, Nigeria, Pakistán, Paraguay, Perú, Filipinas, Singapur, Sudáfrica, Reino Unido, Uganda, Zambia y Zimbabue.
Próximamente: Argelia, Egipto, Irak, Jordania, Libia, Malasia, Arabia Saudita, Sudán, Tailandia, Túnez, Emiratos Árabes Unidos, Vietnam, Yemen, Reino Unido y España.

## Futuro
Meta Platforms continúa invirtiendo en la investigación y el desarrollo de IA, con el objetivo de hacer que Meta AI sea más potente, seguro y accesible. Se espera que futuras actualizaciones incluyan capacidades más avanzadas, una integración más profunda con el hardware de Meta (como las gafas de realidad virtual/aumentada) y mejoras en la comprensión contextual y el razonamiento.